# NGC 6879
NGC 6879 est une nébuleuse planétaire située dans la constellation de la Flèche. NGC 6879 a été découverte par l'astronome américain Edward Charles Pickering en 1883. NGC 6879 a aussi été découverte indépendamment par l'astronome britannique Ralph Copeland le 9 septembre 1884. 

## Observation
Avec une magnitude visuelle apparente de 12,5, on doit utiliser un télescope dont l'ouverture est d'au moins 250 mm pour l'observer.  
Comme plusieurs nébuleuses planétaires découvertes par Pickering et Copeland, NGC 6879 est difficilement discernable d'une étoile ordinaire, sauf si on utilise des filtres. Une comparaison clignotante dans laquelle un filtre bloque la lumière qui n'est pas émise par le nuage gazeux de la nébuleuse est le moyen le plus adéquat pour trouver la source lumineuse qui est une nébuleuse. 

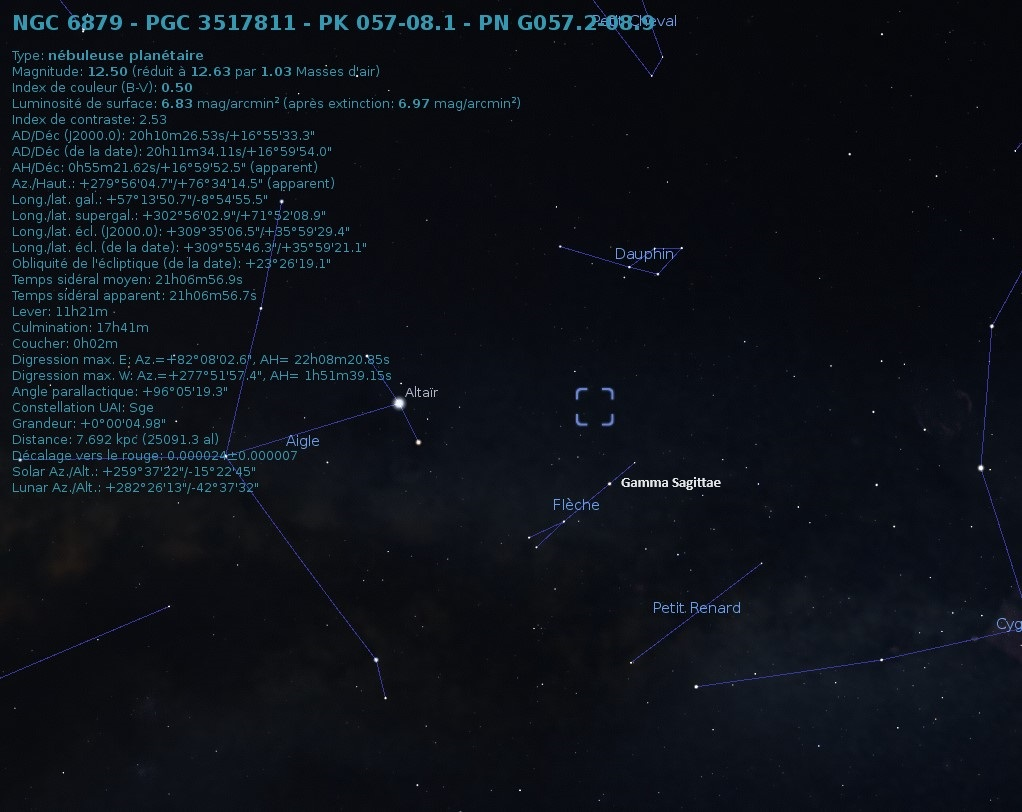
Emplacement de NGC 6879 dans la constellation de la Flèche.

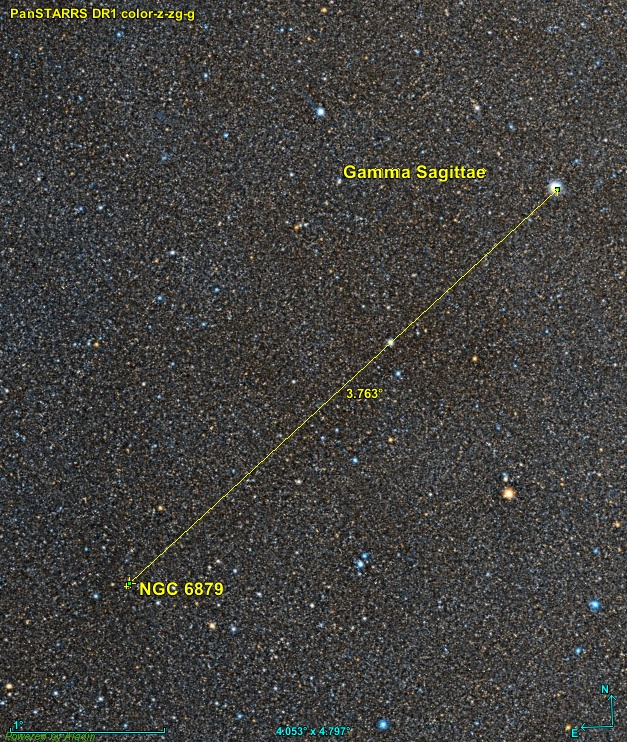
Position de NGC 6879 par rapport à l'étoile Gamma Sagittae.

La nébuleuse NGC 6879 est située à environ 3,75 degrés au sud-ouest de Gamma Sagittae.

## Distance, taille et vitesse
Deux distances très semblables sont indiquées sur la base de données Simbad : 7,781 ± 1,556 kpc (∼25 400 al) et environ 7 692 pc (∼25 100 al). Puisque sa taille apparente est de 0,15′, un calcul rapide montre que son envergure est égale à 1,11 ± 0,22 al. Deux valeurs identiques de la vitesses sont aussi indiquées sur Simbad : 7,1 ± 2,0 km/s,.